# Starcar Europa Service Group
Die Starcar Europa Service Group AG ist ein deutsches Unternehmen, das in der Autovermietungsbranche tätig ist. Die Aktiengesellschaft agiert europaweit und hat seit 1998 den Hauptsitz im nordrhein-westfälischen Solingen. Sie ist ein Mobilitätsdienstleister mit mehr als 1.500 Partnerstationen in Europa.

## Geschichte

Altes Logo der Europa Service Autovermietung

Im Jahr 1965 wurde die ES Autovermietung GmbH in Bremen von Heinz Detjen als Europa Service Autoverleih gegründet und später umbenannt. 1988 wurde das Unternehmen Unix Rent GmbH & Co. KG in Wiesbaden ins Leben gerufen. Sechs Jahre später, im Jahr 1994, fusionierten die beiden Unternehmen zur RC Rental Cooperation GmbH & Co. Autovermietung KG. Das Unternehmen tritt hier gegenüber der Automobilindustrie erstmals als einheitlicher Abnehmer auf. Die daraus resultierenden hohen Abnahmemengen führten zu stark verbesserten Einkaufskonditionen für die angeschlossenen Lizenznehmer. 1997 wurde die Umwandlung der Unternehmensform in eine Aktiengesellschaft vollzogen. In demselben Jahr erfolgte die Namensänderung zu Europa Service Autovermietung AG. Im Jahr 2022 wurde der Name des Unternehmens zu Europa Service Mobility Partners AG geändert.
Im Jahr 2018 übernimmt die Europa Service Holding AG die Mehrheit an der Starcar GmbH Kraftfahrzeugvermietung. Aus der Fusionierung entsteht die heutige Muttergesellschaft Starcar Europa Service Group. Ihr untergliedert stehen die sechs Tochtergesellschaften Starcar, Starcar Outlet Cars, Starcar Mobility, Europa Service Mobility Partners, Ars Auto Rent Systems und White Label Hamburg.

## Unternehmen

### Geschäftsfelder
Das Unternehmen agiert mithilfe seiner Tochtergesellschaften schwerpunktmäßig in verschiedenen Feldern der Mobilitätsbranche. Dazu gehören die Kurz- und Langzeitmiete von Fahrzeugen für Privat- und Geschäftskunden, der An- und Verkauf von Fahrzeugen und verschiedene Serviceleistungen für Mobilitätspartner. Auch im europäischen Ausland sind Tochterunternehmen tätig.
Die Starcar Europa Service Group betreibt unter der Marke Starcar deutschlandweit eigene Vermietstationen und ist über ihr Partnernetzwerk an mehr als 500 Partnerstationen deutschlandweit vertreten. Das europaweite Netzwerk besteht aus mehr als 1.500 Partnerstationen.

### Europa Service Mobility Partners
Die Europa Service Mobility Partners ist ein Mobilitätsdienstleiter für Mobilitätsdienstleister. Das Unternehmen fungiert als Lizenzgeber, Einkaufsorganisation und Dienstleister. Es hat ein Einkaufsvolumen von bis zu 26.000 Fahrzeugen pro Jahr.

### Marke Starcar
Starcar wurde 1987 von Tobias Höpfner und Maik Grabow in Hamburg gegründet. Inzwischen betreibt das Unternehmen 96 deutschlandweite Starcar- und mehr als 500 Partnerstationen. Es gehört zu den 10 bekanntesten Autovermietern Deutschlands. Das Unternehmen Starcar vermietet Mietfahrzeuge, darunter PKW, LKW und Camper.

## Marktpräsenz
Im Jahr 2023 hat die Starcar Europa Service Group AG begonnen, ihre Tätigkeit auf den Tourismussektor auszuweiten und eine erste Flughafenstation am Airport Köln-Bonn eröffnet. Im gleichen Jahr gab das Unternehmen bekannt, die Expansion in dieser Branche fortzusetzen.

## Kennzahlen
Die Starcar Europa Service Group verfügt über mehr als 22.000 Mietwagen und ist in acht europäischen Ländern vertreten. Im Jahr 2022 betrug die Bilanzsumme 327 Millionen Euro, das Unternehmen erwirtschaftete einen Vermietumsatz von 267 Millionen Euro.